# Jacques de Blommaert de Soye
Pour les articles homonymes, voir de Blommaert.
Jacques Benoît Joseph, baron de Blommaert de Soye est un noble de la partie sud du royaume uni des Pays-Bas devenue le royaume de Belgique, né à Anvers le 5 février 1767 et mort à Paris le 27 avril 1851.

## Biographie
Jacques de Blommaert est le fils de Maximilien Jean Joseph Blommaert (Bruxelles le 10 août 1710-Anvers le 25 avril 1788), fabricant de salpêtre et de poudre à Anvers, d'une famille originaire d'Audenarde, avait reçu de l'impératrice Marie-Thérèse une concession de noblesse le 2 juin 1774, et de Éléonore Pétronille Thérèse Verachter (né à Anvers le 2 février 1727, morte en octobre 1801).
Il a épousé Marie-Cornelie van der Kun (1771-1861) à Rijswijk en 1803. Ils ont eu 3 enfants. La commune de Soye (province de Namur) devient leur résidence permanente et ils ajoutent le nom de la commune à leur nom de famille.
Le 21 septembre 1821, il est reconnu dans la noblesse héréditaire du Royaume-Uni des Pays-Bas par le roi Guillaume Ier de Pays-Bas et le 13 novembre 1822, il a reçu le titre de baron, transférable par primogéniture. Il est nommé chevalier de la province de Namur.

## Famille
- Louis Blommaert , né en 1548, tuteur d'Audenarde en 1628 et 1630, marié avant 1582 dans le quartier de Pamele d'Audenarde à Martine van de Vivere,
  - Antoine Blommaert, né à Audenarde le 6 août 1582, marié à Martine van de Woestyne,
    - André Blommaert (1608-1670), dit le Vieux, marié en premières noces à Marie Wackens dont il a eu six enfants, et en secondes noces, en 1652, à Marie Walrave,
      - Georges Blommaert (Audenarde, 1641-Paris, 1673), marié en 173 à Élisabeth van der Stichele,
        - Jean Blommaert (Audenarde, 1674-Bruxelles, ), marié en 1709 à Suzanne Philippine d'Arté,
          - Maximilien Jean Joseph Blommaert (1710-1788), marié en premières noces, en 1738, à Anvers, à Marie Cornélie Louis  Franssen de Franitzen, fille d'Albert, gouverneur militaire de la ville de Lierre, morte à Bruxelles en 1750, marié en secondes noces, en 1753, à Anvers, à Éléonore Pétronille Thérèse Verachter (1727-1801), fille de Guillaume Joseph, grand-aumônier d'Anvers. Il a eu six enfants de son premier mariage, et huit de son second mariage :
            - Albert Joseph Antoine Maximilien Blommaert, né en 1739, mort enfant,
            - Jean Louis Antoine Blommaert, né en 1740, mort enfant,
            - Albert Joseph Maximilien Antoine Blommaert (1741-1784), sans alliance,
            - Basile Antoine Maximilien Blommaert, né en 1742,
            - Marie Charles Louis Antoine Blommaert, né en 1744, prêtre,
            - Marie Cornélie Antoine Ferdinande Blommaert (1748-1824), mariée en 1773 à Théodore van Moorsel,
            - Marie Thérèse Éléonore Rebecca Blommaert (1754-1761),
            - Maximilien Albert Guillaume Blommaert (1756-1784), mort sans alliance,
            - Éléonore Pétronille Jeanne Joséphine Blommaert (1758-1765) Cimetière de Montmartre : sépulture Caccia et Blommaert
            - Maximilien Jean Baptiste Joseph Blommaert (1760-1846), banquier à Paris, marié en 1786 à Marie Claire Caccia (née en 1772), fille du comte François Antoine Louis Caccia de Novare installé à Paris depuis 1755, alors négociant rue Saint-Martin, et d'Anne de Bonbourg. À la mort de sa mère, Thérèse Verachter fait apparaître une fortune de 384 000 florins de change et 100 000 florins d'actions et d'obligations sur le Danemark, la Suède, la Russie, Vienne, l'Angleterre, les États-Unis. Il s'est probablement associé avec son beau-frère, Jacques-Gabriel Caccia (né en 1771), régent de la Banque de France entre 1822 et 1838, de l'an IX à 1815 dans la maison de banque Caccia et Blommaert dont l'activité principale devait être le placement d'emprunt d'État. Il a été inhumé au Cimetière de Montmartre (division 28) dans la sépulture des familles Caccia et Blommaert.
              - Ëléonore Marie Blommaert (1789-1808)

            - Thérèse Reine Joséphine Mario Blommaert (1761-1761)
            - Marie Guilielmine Joséphine Blommaert (1763-1824), mote sans alliance,
            - Jacques Benoît Joseph Blommaert de Soye (1767-1851), marié en 1803 à Marie Cornélie van der Kun (1777-1861),
              - Éléonore Pétronille Jeanne Blommaert (1804-1856), mariée en 1822 à Jules Agricola de Grimpcl du Goulot,
              - Jeanne Pauline Cornélie Blommaert (né en 1805), mariée en 1826 à Amédée baron de Cools (1790-Tours, 1861,
              - Émile Jacques Marie de Blommaert de Soye (1807-1871), marié en 1838 à la baronne Marie Françoise Éléonore Alexandrine Elisabeth de Dopf (1818-1859)
                - Léon Jacques Marie de Blommaert de Soye (Bruxelles, 1839-Tours,1855),
                - Émile Alexandre Jacques Marie de Blommaert de Soye (Heer, 1840-Soye, 1921)),
                - Marie Eléonore Jacquesline de Blommaert de Soye (Bruxelles, 1841),
                - Ferdinand Hadelin Jacques Marie de Blommaert de Soye (Bruxelles, 1847-Bruxelles, 1920), marié en 1871 à Marie Aglaé Benoîte du Roy de Blicquy (1844-1885)
                  - Emmanuel Hadelin Jacques Marie de Blommaert de Soye (1875-1944), marié en 1900 à la baronne Éliane de Coninck de Merckem (1880-1973),
                    - Yolande de Blommaert de Soye (1901- ), mariée en 1924 à Arnould van de Walle (1898-1944),

                  - Fernand de Blommaert de Soye (1881-1949), joueur belge de hockey, marié en 1914 à Henriette de Failly (1894-1987)
                    - Jean de Blommaert (1915-1983)

            - Reine Marie Thérèse Blommaert (1768-1814), mariée en 1802 à Jacques Joseph Henri de Lunden (1777-1843), sans enfant.

      - Louis Blommaert (Audenarde, 1655-), marié à Marie d'Hont (1659- )